# Kinesisk Wikipedia
Kinesisk Wikipedia (traditionelt kinesisk: 中文維基百科; forenklet kinesisk: 中文维基百科; pinyin: Zhōngwén wéijī bǎikē) er den kinesisksprogede version af det verdensomspændende encyklopædi-projekt Wikipedia. Den kinesisksprogede wikipedia blev lanceret 11. maj 2001. Kinesisk Wikipedia drives af Wikimedia Foundation. Kinesisk Wikipedia havde over 270.000 artikler i september 2009 og 679.000 artikler pr. 14. marts 2013. I november 2016 er den kinesisksprogede wikipedia den 15. største udgave af Wikipedia.
Pr. torsdag den 27. marts 2025 har den kinesisksprogede Wikipedia 1.469.825 artikler, 7.189 aktive bidragydere og 63 administratorer. Herunder 21 administratorer fra fastlands-Kina, 16 fra Taiwan og 16 fra Hongkong. 
Kinesisk Wikipedia er den tredjestørste kinesiske onlineencyklopædi efter Hudong og Baidu Baike.

## Historie
Kinesisk Wikipedia blev sammen med 12 andre wikipediaer etableret i maj 2001. I begyndelsen uden mulighed for at benytte kinesiske skrifttegn og uden indhold.
I oktober 2002 blev den første kinesisk-sprogede side skrevet, forsiden.[kilde mangler]. En softwareopdatering 27. oktober 2002 muliggjorde kinesiske skrifttegn. Domænenavnet blev zh.wikipedia.org. 17. november 2002 oversatte Mountain artiklen en:Computer science til zh:计算机科学, dermed blev den første reelle encyklopædiske artikel skabt.
For at imødekomme de ortografiske forskelle mellem forenklet kinesisk og traditionelt kinesisk (eller ortodoks kinesisk), så blev det gradvist i perioden fra 2002 til 2003 besluttet at de to fra starten originale versioner skulle sammenlægges. Den første automatiske konvertering begyndte 23. december 2004.
Wikipedia blev første gang introduceret i fastlandskinesiske medier den 20. oktober 2003, hvor der blev skrevet en artikel i IT-magasinet 中国电脑教育报 (Kina, Computer, Uddannelse). Den første omtale i taiwanske medier var i 16. maj 2004 i avisen 中國時報 (også kaldet China Times).